# Dalton (Géorgie)
Pour les articles homonymes, voir Dalton.
Dalton est une ville de comté de Whitfield, dont elle est le chef-lieu, en Géorgie (États-Unis).

## Économie
Dalton est la principale ville du comté de Murray et du comté de Whitfield réunis. C'est la plus grande ville du nord-ouest de la Géorgie après Rome (Géorgie). Dalton est desservi par l'autoroute I 75.
Selon le recensement de 2010, la ville intra-muros avait (en 2010) une population de 33 128 habitants. En comptant l'aire urbaine, l'agglomération avait un total de  142 227 habitants (en 2010).
Dalton abrite les plus grands fabricants de revêtements de plancher des États-Unis. Cette ville abrite beaucoup de théâtres. On y trouve des maisons typiques datant de la guerre civile américaine (aussi appelé guerre de Sécession). Dalton abrite également le Northwest Georgia Trade and Convention Center.
De juin 2011 à juin 2012 les principaux fabricants de tapis de la ville ont fermé ce qui a entraîné le licenciement de 4 600 personnes. Selon le Département Américain du Travail, ce licenciement fait de Dalton une des villes les moins dynamiques au niveau des opportunités d'emplois.

## Géographie
Dalton est situé au 34.771088, -84.971553. Selon le Bureau de recensement des États-Unis, la ville a une superficie totale de 51,2 kilomètres2, dont, 51 km2 de terre et 0,1 km2 d'eau (soit 0,1 % de la surface totale).

## Démographie
La ville comptait 33 128 habitants selon le recensement de 2010, répartis dans 11 337 ménages. 48 % des habitants étaient latino-américains. Le mélange ethnique était très important.
Selon le recensement de 2006, il y avait 88 604 habitants, dont 10 689 ménages, dont 8 511 familles résidant dans la ville. La densité de la population était d'environ 543,7 hab./km2. Il y avait 11 229 logements pour une densité moyenne de 199,3 logements/km2. La ville avait une mixité sociale importante avec environ 20 % de Blancs, 20 % de Noirs et 50 % d'Hispano-américains.
Il y avait 10 689 ménages dont 34,3 % avaient des enfants âgés de moins de 18 ans. 49,9 % de ces ménages étaient des couples mariés vivant ensemble. 11,5 % de ces ménages étaient constitués d'une femme au foyer et d'un mari peu présent. 32,8 % de ces ménages n'étaient pas des familles. 27,6 % de ces ménages sont constitués d'une seule et unique personne. 10,8 % de ces ménages étaient des veufs ou des veuves. Une famille comportait en moyenne 3,43 personnes et un ménage 2,81 personnes.
Dans la ville, l'âge de la population est très varié. 27,3 % des habitants avaient moins 18 ans. 12 % des habitants avaient entre 18 et 24 ans. 30,3 % entre 25 et 44 ans. 18,9 % entre 45 et 64 ans. Et 11,5 % qui étaient âgés de 65 ans ou plus. La médiane de l'âge de la population est de 31 ans. Le ratio femmes-hommes était de 1/1,04. Le ratio femmes majeures-hommes majeurs était de 1/1,016.
Le revenu médian pour un ménage à Dalton était de 34 312 $ (environ 30 500 €), le revenu médian pour une famille était de 41 111 $ (environ 36 600 €). Les hommes avaient un revenu médian de 28 158 $ (environ 25 000 €) par rapport à 23 701 $ pour les femmes (environ 21 100 €). Le revenu par habitant de la ville était de 20 575 $ (environ 18 300 €). 11,9 % des familles et 16,0 % de la population vivent en dessous du seuil de pauvreté. Après la grande vague de licenciements (voir au-dessus), beaucoup de familles ont perdu un revenu fixe. Contrairement à d'autres pays développés.
En 2010, 48% des habitants de Dalton était des Latino-américains. Au cours de la fin des années 1980, le boom économique (à Dalton) créé par la demande de tapis a permis à beaucoup de Latino-américains de venir travailler à Dalton, à la suite de la grande vague de licenciements, beaucoup se retrouvent actuellement sans emplois fixes.
| 1860  | 1870  | 1880  | 1890  | 1900  | 1910  |
| ----- | ----- | ----- | ----- | ----- | ----- |
| 1 649 | 1 809 | 2 516 | 3 046 | 4 315 | 5 324 |

| 1920  | 1930  | 1940   | 1950   | 1960   | 1970   |
| ----- | ----- | ------ | ------ | ------ | ------ |
| 5 222 | 8 160 | 10 448 | 15 968 | 17 868 | 18 872 |

| 1980   | 1990   | 2000   | 2010   | - | - |
| ------ | ------ | ------ | ------ | - | - |
| 20 939 | 21 761 | 27 912 | 33 128 | - | - |

## Climat
Dalton a un climat subtropical humide (Cfa), avec des étés chauds et humides, et des hivers parfois doux, parfois froids. Dalton chevauche la frontière entre les Zones de Rusticité USDA 7B et 8A. La température annuelle varie de 4,5 °C en janvier à 26,1 °C en juillet. En moyenne, il y a 41 jours où la température dépasse les 32 °C et 2,7 jours où le thermomètre ne dépasse pas le 0. Chaque année, il y a 10,7 nuits où il fait −7 °C ou moins. La température ne dépasse presque jamais les 38 °C.

## Arts et culture
Dalton est le foyer de nombreux événements et activités tout au long de l'année. La Creative Arts Guild accueille chaque premier vendredi du mois, une galerie d'art qui sert d'aide à l'inclusion sociale. Dalton accueille chaque année en septembre un festival d'arts. L'administration chargée du développement de Dalton organise l'accueil tous les samedis de mai jusqu'à août le marché des producteurs locaux le samedi. Il organise également un Festival annuel de la Bière et de la Liberté. Les jeunes professionnels de tout le nord de la Géorgie se retrouvent à Dalton mensuellement pour partager des idées et aider d'autres jeunes à se lancer.

## Histoire
Dalton se situe sur les anciennes terres des Indiens Woodland et des Cherokee. Ils ont vécu sur ces terres jusqu'en 1838, date à laquelle ils ont opéré une retraite forcée aujourd'hui appelée la Piste des Larmes.
Lorsque le dernier Cherokee a quitté les terres, la construction du chemin de fer Western and Atlantic a débuté. Ce chemin de fer devait relier le Tennessee au chemin de fer principal de la Géorgie alors en construction. En 1847, les terres peu peuplées de la future ville de Dalton ont été choisies comme plaque tournante entre le Pacifique et l'Atlantique. La ville était née.
Catherine Evans Whitener a dynamisé la ville; grâce à elle, Dalton est devenu un des plus gros producteurs de tapis au monde. Cette notoriété acquise avant guerre a permis à Dalton de connaitre une forte modernisation et une forte augmentation démographique due aux perspectives d'emplois après la Seconde Guerre mondiale.
Dalton, a été nommé en l'honneur du général Tristram Dalton du Massachusetts.

### La Guerre de Sécession

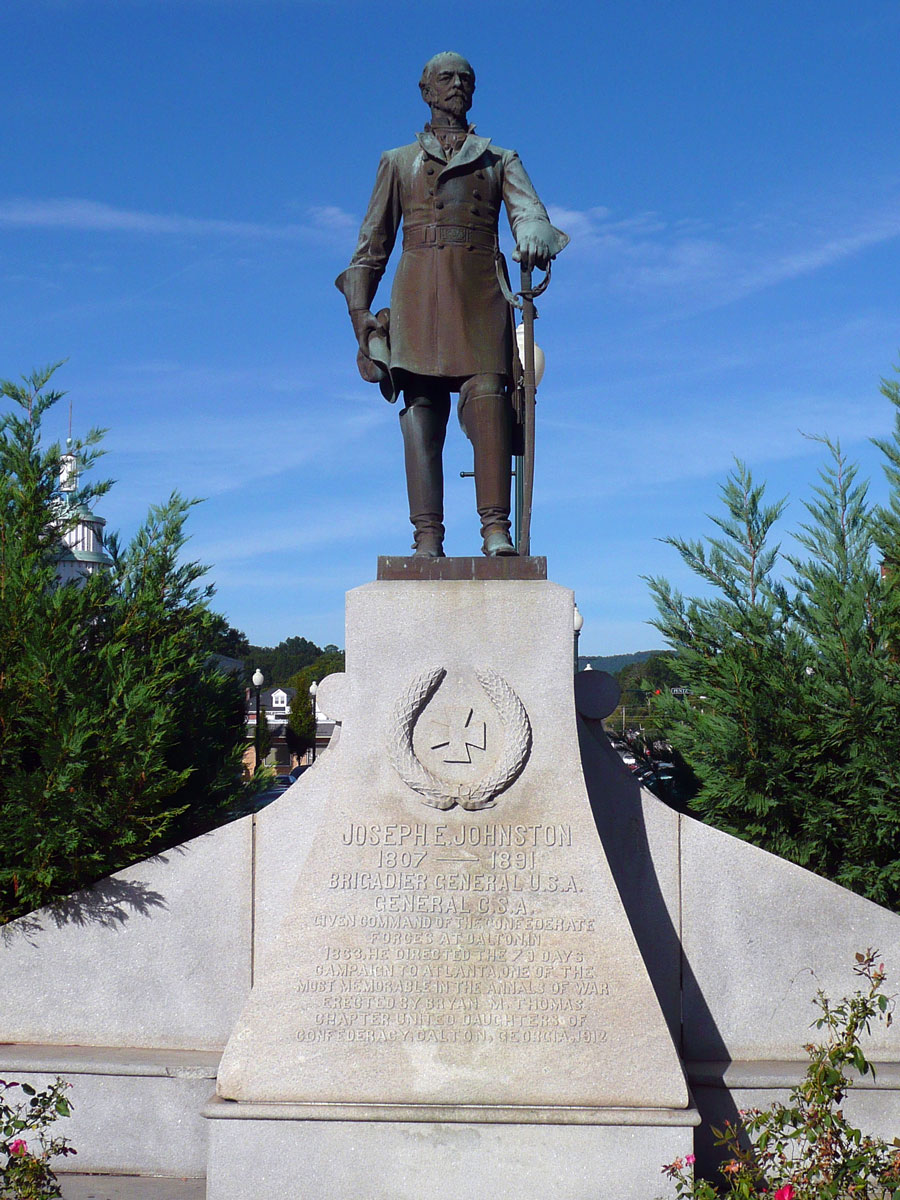
Statue du Général Joseph E. Johnston dans le centre-ville de Dalton, Géorgie, États-Unis.

Pendant la guerre de Sécession, la première intervention de Dalton est la Great Locomotive Chase (12 avril 1862)
Plus d'un an plus tard, les 19 et 20 septembre 1863, les troupes de l'Union et de la Confédération se sont battues près de Dalton à Chickamauga puis à Chattanooga. Le front est arrivé dans le Comté de Whitfield durant le printemps de l'année 1864. La Première bataille de Dalton est constituée de la "battle of Rocky Face Ridge" et de celle du "Dug Gap". Ces batailles ont commencé le 7 mai et se sont terminées le 12 mai lorsque le général Joseph E. Johnston s'est retiré de Dalton.
La Seconde bataille de Dalton s'est déroulée les 14 et 15 août 1864.
Durant la campagne John Bell Hood du Tennessee campagne, Joseph Wheeler, un soldat faisant partie de la cavalerie a attaqué un bastion de l'Union. Cette prise lui a permis par la suite de reprendre Tilton, Dalton et d'avancer vers l'Est.
Le gouvernement des États-Unis a récemment déclaré que Dalton et tout le comté de Whitfield avait plus d'artefacts de la guerre de Sécession que n'importe quel autre État des États-Unis. Ce qui est également intéressant c'est le site archéologique du Western and Atlantic Depot (Dalton, Georgia). C'est une ancienne station de gare mais également un bâtiment qui a servi de dépôt d'armes et de munitions durant la guerre de Sécession. C'est un des dépôts les mieux conservés. Ce dépôt est maintenant occupé par le restaurant du dépôt de Dalton. L'acier utilisé dans les premiers bâtiments de Dalton se trouve toujours dans le dépôt.

## Industrie du tapis
Dalton est souvent désigné comme "La Capitale Mondiale du Tapis". L'industrie du tapis emploie plus de 30 000 personnes dans le comté de Whitfield et ses environs. Plus de 90 % des tapis vendus dans le monde sont produits dans un rayon de 105 km autour de Dalton.
L'histoire de l'industrie du tapis à Dalton peut être résumée comme ceci. Catherine Evans Whitener a offert à son frère Alexander Evans et à l'épouse de son frère Elizabeth Cramer un couvre-lit matelassé avec des motifs originaux. C'est Catherine E. W. qui avait fabriqué ce tapis. Au cours du temps, l’intérêt pour les tapis de C.E.W. grandissait et en 1900 elle vendit son premier protège-lit pour 2,50 $. La demande en couvre-lit devint si importante que dans les années 1930 plus de 10 000 personnes, parfois des familles entières furent embauchées et travaillèrent en tant que "fourreur" dans la confection de couvre-lits, de tapis. Les revenus ont permis à des centaines de familles de résister durant la Dépression. Dalton se fit une réputation à travers tous les États-Unis et devint vite "La Capitale Mondiale du Tapis".
Lorsque l'industrie américaine se modernise après la Deuxième Guerre mondiale, Dalton devint le centre de l'industrie du tapis et du textile grâce à un bassin d'emplois qualifiés dans le travail du textile.
Dans les années 1970, les fabricants ont commencé à développer des techniques pour passer des épais tapis "fourrés" aux fins tapis "fourrés". L'amélioration de la résistance aux taches et à l'eau a poussé de nombreux ménages à choisir le fin tapis "fourré" comme tapis de tous les jours et le tapis tissé est devenu décoratif.

## Éducation

### Écoles de Dalton
Les écoles de Dalton vont de la crèche jusqu'au lycée et se composent de six écoles primaires, un collège, un lycée et une école privée. Dalton dispose de 366 enseignants à temps plein et accueille plus de 5 739 étudiants.
- Blue Ridge Elementary School
- Brookwood Elementary School
- City Park Elementary School
- Park Creek Elementary School
- Roan Street Elementary School
- Westwood Elementary School
- Dalton Middle School
- Dalton High School
- Morris Innovative High School

### Établissements scolaires du comté de Whitfield
Le Whitfield County School District (Les Établissements Scolaires du Comté de Whitfield) vont de la crèche jusqu'au lycée. Il y a treize écoles primaires, cinq collèges, quatre lycées, une école privée, et une école publique. Le district comporte 777 enseignants à temps plein et accueille plus de 12 190 étudiants.
Écoles primaires
- Antioch Elementary School
- Beaverdale Elementary School
- Cedar Ridge Elementary School
- Cohutta Elementary School
- Dawnville Elementary School
- Dug Gap Elementary School
- Eastside Elementary School
- New Hope Elementary School
- Pleasant Grove Elementary School
- Tunnel Hill Elementary School
- Valley Point Elementary School
- Varnell Elementary School
- Westside Elementary School

Collèges
- Eastbrook Middle School
- New Hope Middle School
- North Whitfield Middle School
- Valley Point Middle Schoo
- Westside Middle School

Lycées
- Coahulla Creek High School
- Northwest Whitfield County High School
- Phoenix High School
- Southeast Whitfield County High School

Les Écoles Publiques
- Whitfield County Career Academy

Les Écoles Privées
- Fort Hill Complexe (Crossroads Academy)

### Écoles indépendantes
- Christian Heritage School

### Enseignement supérieur
- Dalton State College - Main Campus[18]
- Georgia Northwestern Technical College (Whitfield/Murray Campus)

## Personnalités
- Morris Amande, joueur de basket professionnel
- Mitchell Boggs, joueur de baseball professionnel
- Stephen E. Gordy, Virginie politicien
- Tammy Jo Kirk, pilote de NASCAR
- Robert Loveman, poète
- Marla Maples, actrice et ex-épouse de Donald Trump
- Harlan Erwin Mitchell, représentant des États-Unis de la Géorgie
- Morris Amande, joueur de basket professionnel
- Steve Prohm, entraîneur de basket-ball à l'Université d'État de l'Iowa
- Harry Leon "Suitcase" Simpson, joueur en première ligue de baseball